# Campionat del Món de X-Trial 2014
|  | Per al campionat del món a l'aire lliure d'aquell any, vegeu Campionat del Món de Trial 2014 |

La temporada de 2014 del Campionat del Món de X-Trial fou la 22a edició d'aquest campionat, organitzat per la FIM. El calendari oficial constava de 5 proves puntuables, celebrades entre el 4 de gener i el 28 de març. Una de les proves destacades va ser el Trial Indoor de Barcelona, disputat el 4 de febrer.
Toni Bou va guanyar el vuitè dels seus 19 campionats mundials indoor (a data de 2025), de nou, després de guanyar totes les proves puntuables. Una vegada més, aquell any els tres primers classificats i quatre dels cinc primers eren catalans.

## Sistema de puntuació
| Posició | 1  | 2  | 3  | 4 | 5 | 6 | 7 | 8 | 9 | 10 |
| Punts   | 20 | 15 | 12 | 9 | 6 | 5 | 4 | 3 | 2 | 1  |

## Calendari
| Ronda | Data        | Prova         | Lloc      | Guanyador |
| ----- | ----------- | ------------- | --------- | --------- |
| 1     | 4 de gener  | Gran Bretanya | Sheffield | Toni Bou  |
| 2     | 25 de gener | França        | Marsella  | Toni Bou  |
| 3     | 4 de febrer | Espanya       | Barcelona | Toni Bou  |
| 4     | 15 de març  | Itàlia        | Milà      | Toni Bou  |
| 5     | 28 de març  | Espanya       | Oviedo    | Toni Bou  |

## Classificació final
| Posició | Pilot             | Motocicleta  | Punts |
| ------- | ----------------- | ------------ | ----- |
| 1       | Toni Bou          | Montesa HRC  | 100   |
| 2       | Albert Cabestany  | Sherco       | 69    |
| 3       | Adam Raga         | Gas Gas      | 60    |
| 4       | James Dabill      | Beta         | 41    |
| 5       | Jeroni Fajardo    | Beta         | 35    |
| 6       | Takahisa Fujinami | Montesa HRC  | 26    |
| 7       | Loris Gubian      | Ossa Factory | 18    |
| 8       | Jorge Casales     | Gas Gas      | 17    |
| 9       | Matteo Grattarola | Gas Gas      | 5     |
| 10      | Steven Coquelin   | Gas Gas      | 3     |